# The Incredible Jessica James
Pour plus de détails, voir Fiche technique et Distribution.
The Incredible Jessica James est un film américain réalisé par Jim Strouse, sorti en 2017.

## Synopsis
Jessica James, une aspirante dramaturge, se remet d'une rupture. Sa meilleure amie Tasha lui organise un rendez-vous à l'aveugle avec Boone.

## Fiche technique
- Titre : The Incredible Jessica James
- Réalisation : Jim Strouse
- Scénario : Jim Strouse
- Musique : Keegan DeWitt
- Photographie : Sean McElwee
- Montage : Mollie Goldstein et Jesse Gordon
- Production : Michael B. Clark et Alex Turtletaub
- Société de production : Beachside Films
- Pays :  États-Unis
- Genre : Comédie romantique
- Durée : 85 minutes
- Dates de sortie : 
  - Netflix : 28 juillet 2017

## Distribution
- Jessica Williams : Jessica James
- Chris O'Dowd : Boone
- Lakeith Stanfield : Damon
- Noël Wells : Tasha
- Taliyah Whitaker : Shandra
- Zabryna Guevara : Mme. Phillips
- Evander Duck Jr. : Kenny
- Susan Heyward : Jerusa
- Robert King : Duane
- Anne Carney : Mme. Taggart
- Megan Ketch : Mandy

## Accueil
Le film a reçu un accueil favorable de la critique. Il obtient un score moyen de 72 % sur Metacritic.